# Васильев, Юрий Владимирович
Васильев Юрий Владимирович — латвийский политик, общественный деятель, спортсмен. Чемпион Латвии по кикбоксингу 1997 года, 1999 года, Серебряный призёр чемпионата Европы 2005 года по самообороне WPKA, бронзовый призёр чемпионата мира 2006 года по самообороне WPKA.

## Биография
Юрий Васильев родился в Минске в семье артистов цирка. Учился в 37 ср. школе города Рига. Учился в 66 школах Советского союза во всех республиках. Окончил школу в 1991 году. Был отмечен грамотой лучшего ученика школы. Тренерскую деятельность начал 1 февраля 1994 года. В 2002 году создал спортивный клуб Латвийская Академия Кик-Тай Боксинга. В 2005 году создал Латвийскую федерацию Кик-Тай Боксинга. Воспитал более 50 чемпионов Латвии по кикбоксингу, 5 чемпионов мира по кикбоксингу, 3 чемпиона Европы по кикбоксингу. В 2013 году был избран депутатом Stipiņu novada Dome в Латвии.
Бывшего депутата Стопиньской краевой думы Юрия Васильева, за грубое оправдание депортаций 1941 и 1949гг, приговорили к принудительным работам, сообщает агентство LETA.
https://rus.lsm.lv/statja/novosti/proisshestvija/eks-deputata-prigovorili-k-prinuditelnim-rabotam-za-opravdanie-deportaciy.a372631/
Пресс-секретарь прокуратуры Лаура Маевска, не называя конкретного имени, сообщила, что суд Видземского предместья Риги, утвердил соглашение с подсудимым и приговорил его к 240 часам принудительных работ.